# Tinogasta
Tinogasta est une ville de l'ouest de la province argentine de Catamarca, chef-lieu du département de Tinogasta, construite sur la rive droite du
río Abaucán.

## Situation
La cité se trouve à 280 km de la capitale provinciale, San Fernando del Valle de Catamarca.
Elle est aisément accessible par la route nationale 60, qui la relie à Córdoba, au centre du pays. Dans l'autre direction (vers le nord-ouest), cette route relie la ville au col Paso de San Francisco (4 748 mètres) et continue au Chili en direction de la ville de Copiapó près des ports chiliens de l'Océan Pacifique. La distance entre Tinogasta et le Paso de San Francisco est de 250 kilomètres. Celle entre le col et Copiapó est de 269 km.

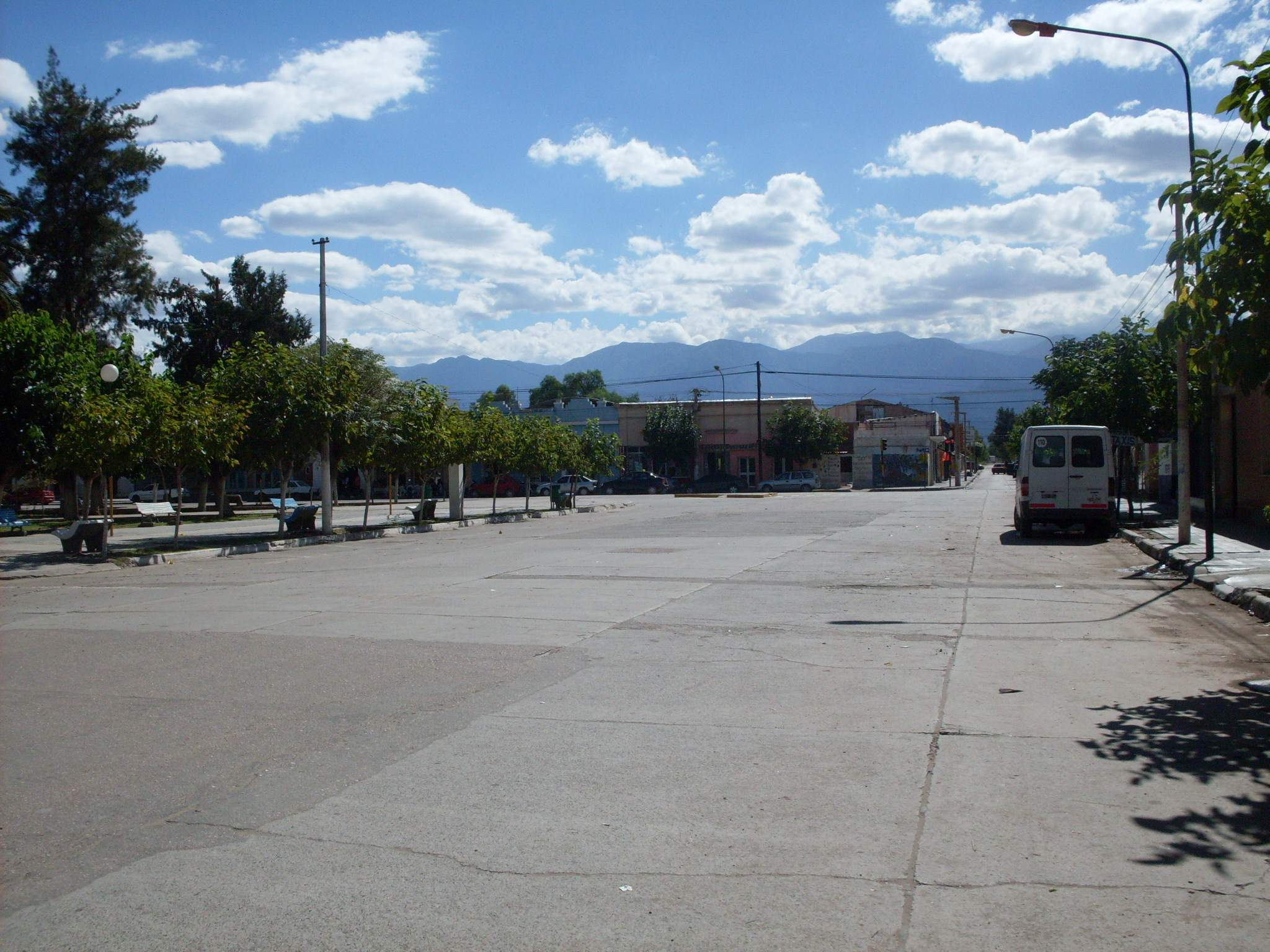
Centre de la ville à l'heure de la sieste. Rue Rivadavia et Perón

## Population
La ville avait 14 500 habitants au recensement de 2001. Son nom lui vient du diaguita : tino "rencontre", et gasta "ville".

## Activités - Tourisme
Tinogasta est un site touristique par excellence. C'est une porte ouverte vers la haute montagne. On y trouve des musées archéologiques.
La base de l'économie locale est l'agriculture, dont le produit principal est le vin.